# Coptops variegata
Coptops variegata är en skalbaggsart som beskrevs av Stefan von Breuning 1938. Coptops variegata ingår i släktet Coptops och familjen långhorningar.
Artens utbredningsområde är Burma. Inga underarter finns listade i Catalogue of Life.